# Franciszek Mirek
Franciszek Mirek (ur. 20 czerwca 1893 roku w Naprawie, zm. 16 marca 1970) – polski ksiądz katolicki, dr habilitowany, socjolog.

## Życie i działalność duszpasterska
Ksiądz Franciszek Mirek urodził się w rodzinie chłopskiej. W Naprawie ukończył dwie pierwsze klasy szkoły podstawowej, kolejną – w Jordanowie. Czwartą klasę ukończył w Myślenicach. Kolejny etap edukacji księdza Mirka związany jest z Krakowem. Tam po ukończeniu szkoły podstawowej, kontynuował naukę w Gimnazjum św. Anny - dzisiejszym I Liceum Ogólnokształcącym im. B. Nowodworskiego, które ukończył z wyróżnieniem w 1912 roku. W tym samym roku wstąpił do Krakowskiego Seminarium Duchownego i rozpoczął studia na Wydziale Teologicznym Uniwersytetu Jagiellońskiego. W czasie studiów ksiądz Mirek miał możliwość zapoznania się z problematyką społeczną na wykładach z socjologii chrześcijańskiej. Studia teologiczne na Uniwersytecie Jagiellońskim ukończył w 1916 roku, jednak absolutorium uzyskał 8 stycznia 1921 roku. Magisterium z teologii otrzymał zaś dopiero w 1931 na Wydziale Teologii Katolickiej Uniwersytetu Warszawskiego na podstawie pracy: Podstawa obowiązku, jako zagadnienie moralne, gdzie studiował jeden rok w latach 1929-1930.
11 czerwca 1916 roku otrzymał święcenia kapłańskie z rąk biskupa Adama Sapiehy. Po święceniach kapłańskich rozpoczął pracę duszpasterską. Najpierw pracował w Zakopanem, gdzie został wysłany prawdopodobnie ze względów zdrowotnych. Następnie został skierowany do Czarnego Dunajca, gdzie pracował od 1 stycznia 1917 do 31 lipca 1917. Kolejną parafią księdza Mirka była Parafia Ofiarowania NMP w Wadowicach. Pracował tam od 1 sierpnia 1919 do 15 grudnia 1920 roku w charakterze wikariusza. 16 grudnia 1920 roku rozpoczął pracę jako wikary w Parafii św. Anny w Krakowie. Pracował tam do 15 kwietnia 1921 roku. W 1922 roku został wysłany na studia do Strasburga. Po powrocie ze studiów rozpoczął od 16 sierpnia 1924 roku pracę jako notariusz w kurii krakowskiej. Równocześnie pracował jako katecheta w I gimnazjum żeńskim przy ulicy Wolskiej w Krakowie oraz jako redaktor „Dzwonu Niedzielnego”. Pracę w kurii krakowskiej zakończył 1 września 1925 roku. W tym też roku rozpoczął studia na Uniwersytecie Poznańskim. Studia łączył z pracą redaktora gazety „Postęp”, wydawanej w Poznaniu (1 listopada 1925 - 31 sierpnia 1927). Po okresie studiów i wykładów w Poznaniu został 1 kwietnia 1931 roku mianowany administratorem Parafii św. Mikołaja w Krakowie. Pełnił te obowiązki do 21 września 1932 roku. W tym czasie był też członkiem Tymczasowej Rady Miejskiej w Krakowie. 15 września 1932 roku został mianowany proboszczem w Nowej Górze.
Za opiekę nad bezrobotnymi i pracę społeczną został odznaczony w 1937 roku Złotym Krzyżem Zasługi. W marcu 1939 roku założył Związek Zawodowy Małorolnych Robotników Kamieniarskich.
9 września 1949 roku został aresztowany przez władze komunistyczne. Przebywał w więzieniu do 5 maja 1951 roku. Powodem aresztowania było fałszywe oskarżenie o współpracę z Niemcami w czasie wojny, kiedy był proboszczem w Nowej Górze. W 1954 roku  został mianowany dziekanem Dekanatu Podgórze. Rzeczywistym proboszczem parafii św. Józefa został mianowany 14 kwietnia 1966 roku. Wcześniej kierował parafią jako administrator. W związku z chorobą 27 maja 1968 roku ksiądz Mirek złożył rezygnację ze stanowiska proboszcza. Rezygnacja ta została przyjęta przez ówczesnego biskupa Kardynała Karola Wojtyłę.
Zmarł 16 marca 1970 roku i został pochowany w Łętowni, gdzie do dzisiaj znajduje się jego grób.

## Studia uniwersyteckie i działalność naukowa

### Studia
W latach 1912-1916 studiował na Wydziale Teologicznym Uniwersytetu Jagiellońskiego. Następnie po krótkiej pracy duszpasterskiej został skierowany na studia na uniwersytecie w Strasburgu. Studiował tam na Wydziale Prawa i Ekonomii w latach 1922-1924. Już wtedy uwidoczniły się jego zainteresowanie socjologią. W czasie studiów prawniczych prowadził również badania socjologiczne. Owocem tych badań jest analiza powstania parafii w Vanves, Babiny, Cantres. W czasie studiów uniwersyteckich we Francji zajmował się również pracą wśród polskiej emigracji w Reims. Owocem studiów prawniczych w Strasburgu była rozprawa doktorska Le pouvoir législatif dans l'ancienne Pologne: (des origines jusqu'à la première moitié du XVIe siècle) (Władza ustawodawcza w dawnej Polsce w okresie pierwszej połowy XVI wieku) wydana w Grenoble w 1924 roku. Otrzymał tytuł doktora praw (Docteur en Droit de l’Université) w dziedzinie Science politiques et économiques. Po powrocie ze studiów 16 sierpnia 1924 rozpoczął pracę w charakterze notariusza w kurii krakowskiej, gdzie wykorzystywał w praktyce zdobytą wiedzę prawniczą.
W 1925 za zgodą władz kościelnych rozpoczął studia na Uniwersytecie Poznańskim. W roku akademickim 1925/1926 został słuchaczem wykładów z socjologii, prowadzonych przez Floriana Znanieckiego, który miał duży wpływ na jego późniejszą działalność naukową. Miał możliwość już wtedy obserwować dwa podejścia do socjologii. Jedno wyrażało się traktowaniem socjologii jako nauki praktycznej, autonomicznej, wolnej od wpływów Kościoła, opisującej rzeczywistość taką, jaką jest, a której wyniki badań mogły stanowić pomoc dla teologii pastoralnej. Drugie podejście to tzw. socjologia konfesyjna, nieistniejąca poza Kościołem, która swe korzenie widzi w tradycji myśli chrześcijańskiej. Ksiądz Mirek skłaniał się ku pierwszemu podejściu. Dał temu później wyraz w artykule W sprawie socjologów chrześcijańskich, gdzie zaprzeczył możliwości istnienia socjologii chrześcijańskiej, gdyż nauka nie może być ukierunkowana światopoglądowo. Pod kierunkiem Floriana Znanieckiego przygotowywał rozprawę doktorską pod tytułem System socjologiczny Ludwika Gumplowicza. Po obronie doktoratu przygotowywał rozprawę habilitacyjną. Habilitował się jako docent socjologii w 1930 roku na podstawie pracy Metoda socjologiczna. Przyczynek na podstawie analizy krytycznej Metod Tarde’a i Durkheima. Po uzyskaniu habilitacji rozpoczął pracę na Uniwersytecie Poznańskim. W roku akademickim 1930/1931 rozpoczął wykłady na Wydziałach Prawno-Ekonomicznym i Humanistycznym. Prowadził wykłady z zarysu socjologii oraz seminarium socjologiczne na temat analizy socjalizmu rosyjskiego.
W 1931 został przeniesiony do Krakowa w charakterze administratora parafii św. Mikołaja; później mianowano go proboszczem w Nowej Górze. To uniemożliwiło mu prowadzenie dalszych wykładów na Uniwersytecie Poznańskim. Po powrocie do diecezji krakowskiej nie zaprzestał pracy naukowej. Obowiązki proboszcza łączył z wykładami w Szkole Nauk Politycznych przy Wydziale Prawa i Administracji Uniwersytetu Jagiellońskiego. Owocem jego wykładów są cztery skrypty: Czynniki dynamiczne życia społecznego, Styczność społeczna i teoria kultury, Masy, związki i ustroje z uwzględnieniem teorii państwa, Analiza socjologiczna grup społecznych.
Po wojnie podjął pracę jako profesor kontraktowy na Katolickim Uniwersytecie Lubelskim. Wykładał w latach 1946-1949 na Wydziale Prawa i Nauk Społeczno-Ekonomicznych. Głoszone przez niego poglądy, że nauka nie może być ukierunkowana światopoglądowo oraz aresztowanie przez władze komunistyczne, stało się przeszkodą do prowadzenia przez niego dalszych wykładów z socjologii na Katolickim Uniwersytecie Lubelskim.

### Publikacje
Artykuły i książki ks. Mirka związane były z działalnością naukową, ale dotyczyły również spraw duszpasterskich. Jedną z pierwszych jego prac ogłoszonych drukiem jest książka pod tytułem Kilka słów prawdy o księżach. Publikację tę wydał pod pseudonimem Ignacy Karlik. W 1925 roku wydał książkę Idea odpowiedzialności w życiu społecznym. Studium socjologiczne. Rok później wydaje dzieło poświęcone małżeństwu: W obronie małżeństwa. W 1928 roku wydał Elementy społeczne parafii rzymskokatolickiej. Wstęp do socjologii parafii. Zdaniem Floriana Znanieckiego miała to być pierwsza próba systematycznego zastosowania socjologicznych przesłanek nad życiem społecznym Kościoła katolickiego. Był autorem czterech skryptów: Analiza socjologiczna grup społecznych, Czynniki dynamiczne życia społecznego, Styczność społeczna i teoria kultury oraz Masy, związki i ustroje z uwzględnieniem teorii państwa, które powstały, kiedy wykładał w Szkole Nauk Politycznych przy wydziale Prawa i Administracji Uniwersytetu Jagiellońskiego. Owocem wykładów na Katolickim Uniwersytecie Lubelskim jest Zarys socjologii, w którym postulował uprawianie socjologii jako nauki, która jest wierna uczciwości i prawdzie, a nie posługuje się żadnym światopoglądem.
Oprócz książek naukowych ksiądz Mirek napisał również kilka typowo duszpasterskich. Jedną z nich jest niepublikowana Rozmowa z Bogiem, a także Modlitewnik dla chorych; Praktyczne zasady kierowania duszami. Przewodnik dla spowiedników (przekład z języka francuskiego książki G. Honnaya) oraz przetłumaczone z języka łacińskiego psalmy w dziele Psałterz rzymski. Sto pięćdziesiąt psalmów według wydania watykańskiego 1945 roku do użytku wiernych.
Oprócz publikacji książkowych, jest autorem wielu artykułów. Publikował w następujących czasopismach: „Gazeta Kościelna”, „Głos Narodu”, „Wiadomości dla Duchownych”, „Dzwon Niedzielny”, „Przewodnik Społeczny”, „Ateneum Kapłańskie”, „Dziennik Poznański”, „Przegląd Socjologiczny”.
Ksiądz Mirek był również członkiem Polskiego Instytutu Socjologicznego. W akcie erekcyjnym Instytutu, oprócz nazwisk założycieli, odnaleźć również możemy personalia księdza Mirka jako członka nadzwyczajnego Instytutu.

### Główne zainteresowania naukowe
Szczególnym obszarem badań naukowych księdza Mirka była parafia, którą poddawał analizie z punktu widzenia socjologa. Postulował stworzenie nowej dziedziny wiedzy, która zajmowałaby się tą problematyką. Określał ją słowem paraikologia. Termin ten nie przyjął się, jednak postulaty księdza Mirka odnaleźć można w dziełach późniejszych socjologów parafii.
Swoje badania przeprowadzał analizując parafie w Polsce, we Francji i Austrii. Owocem przeprowadzonych badań jest jego książka Elementy społeczne parafii rzymskokatolickiej. Wstęp do socjologii parafii. O książce tej w następujący sposób wypowiadał się prekursor polskiej socjologii Florian Znaniecki:
Praca księdza doktora Franciszka Mirka jest, o ile mi wiadomo, pierwszą świadomą próbą systematycznego zastosowania tych przesłanek [socjologicznych] do badań nad życiem społecznym Kościoła katolickiego. Stawiając problemat wyłącznie na gruncie faktów społecznych, ujmowanych z ich współczynnikiem humanistycznym, zamyka się ona ściśle w granicach socjologii, jako nauki specjalnej i wchodzi do literatury w skromnym charakterze przyczynka czysto naukowego. Jeżeli nawet forma wykładu, zwłaszcza przy opisie badanych zjawisk, zdradza na każdym kroku przekonanie i sympatie autora, jako kapłana katolickiego, nie przeszkadza to obiektywności teoretycznej dokonywanej przezeń analizy. Ani wyznawca, ani przeciwnik religii katolickiej, nie znajdzie w niej punktów zaczepnych do kontrowersji teologicznych, metafizycznych lub etycznych. (…) Praca ta wnosi do socjologii szereg nowych spostrzeżeń oraz uogólnień, które o ile zostaną sprawdzone w badaniach porównawczych nad innymi grupami społecznymi, będą miały ważne znaczenia.